# Cupcini
Cupcini (Pronunciació romanesa: [ˈkupt͡ʃdinsʲ]) és una ciutat situada al Districte d'Edineț, a la República de Moldàvia.
L'any 2004 tenia 9.086 habitants, dels quals 7.441 viuen a Cupcini i la resta a altres comunitats rurals administrades pel municipi.
Es troba a 194 km de la capital Chișinău.
Entre els anys 1958 i 1990 va ser anomenada Kalininsk.

## Localitats
El municipi està format per les següents localitats (cens 2004):
- Cupcini (7.441 habitants)
- Chetroșica Veche (817 habitants)
- Chiurt (828 habitants)

## Persones notables
- Alexandru Oleinic (polític)
- Aleksandr Kovalchuk (jugador de futbol)

## Galeria d'imatges

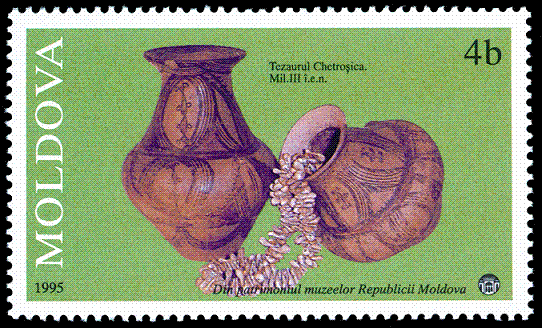
El tresor de Chetroşica (segle III aC) descobert el 1994 a prop del poble de Chetroşica
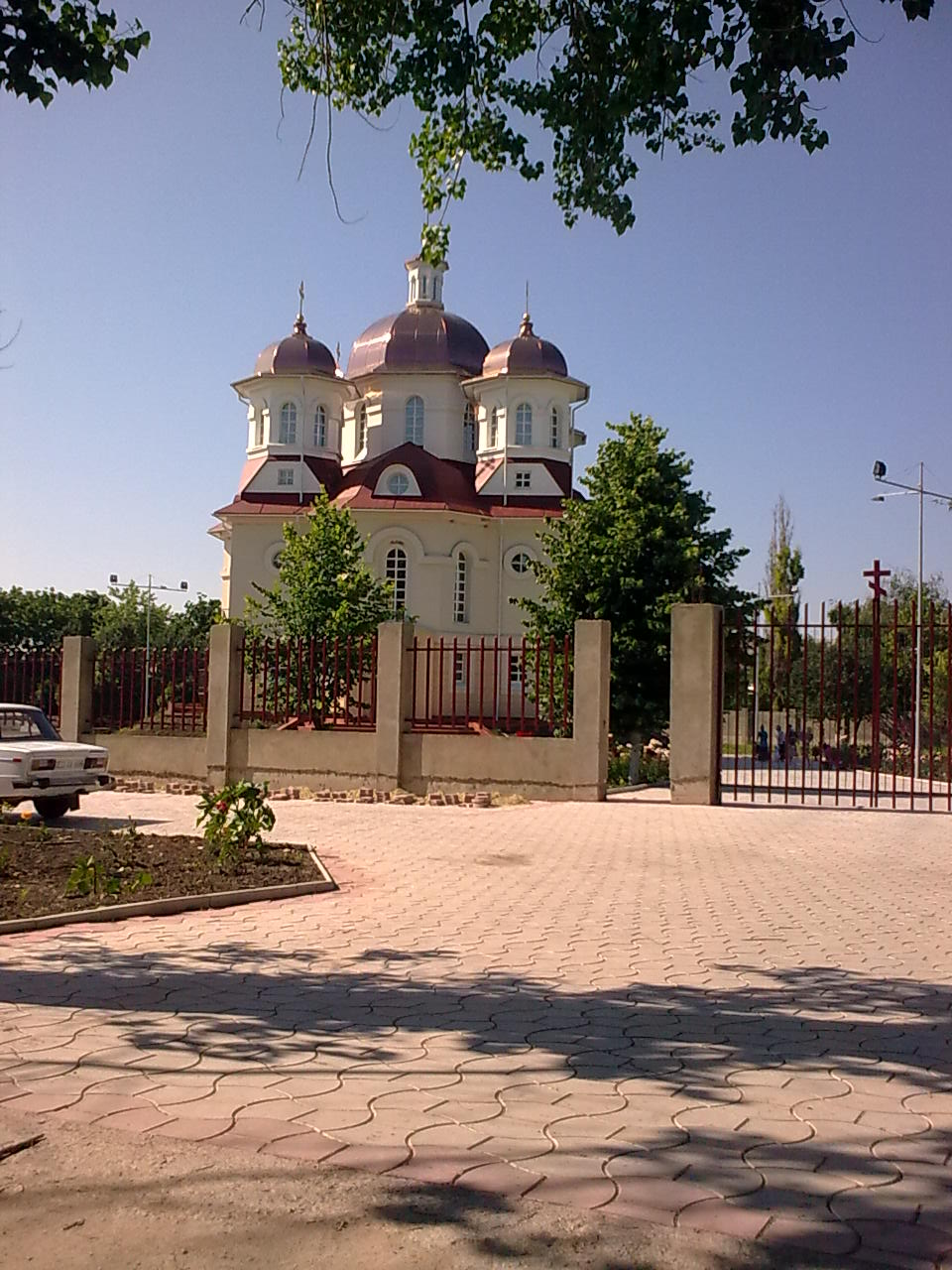
Catedral del Sant Màrtir Dumitru a la localitat